# Ахуллу
Ахуллу (азерб. Axullu) — село у Ходжавендському районі Азербайджану
16 жовтня 2020 року внаслідок поновлених зіткнень у Карабасі село було звільнене Національною армією Азербайджану.